# Kim Goody
Pour les articles homonymes, voir Goody.
Kim Goody (née le 19 février 1960 à Londres) est une actrice, chanteuse et auteure-compositrice britannique.

## Biographie
Elle joue dans des émissions de télévision pour enfants telles que Play Away et No. 73. Elle figure dans la production de Noël de la BBC en 1975 Great Big Groovy Horse, un opéra rock basé sur l'histoire du cheval de Troie sur BBC2 avec Julie Covington, Bernard Cribbins et Paul Jones. Elle est une invitée régulière de Hit the Note, émission musicale de Jonathan Cohen.
L'une de ses premières affectations en tant que chanteuse est choriste sur l'album de Dave Davies, Chosen People, en 1983.
En 1990, elle participe à A Song for Europe pour choisir la chanson britannique pour le Concours Eurovision de la chanson avec la chanson Sentimental Again ; elle est troisième. Sandie Shaw reprendra la chanson plus tard.
Elle est l'épouse d'Alan Coates, chanteur et auteur-compositeur, membre du groupe Prima Donna.
Goody écrit la musique de London Tonight sur BBC Radio 5 Live, Good Morning with Anne and Nick, pour BBC News 24, Sky News et Sky Sports avec Alan Coates.
Elle co-écrit In My Car, chanson de Ringo Starr, dans l'album Old Wave.
Aux côtés de la société de composition et d'édition, Goody met en place la post-production audio Soho Square Studios en 2011.
Kim Goody est la voix de Bong et Halley de Bing et Bong, une émission de télévision pour enfants pour ITV, pour laquelle elle co-écrit également la chanson thème.